# Ginoria callosa
Ginoria callosa là một loài thực vật có hoa trong họ Lythraceae. Loài này được O.C.Schmidt mô tả khoa học đầu tiên năm 1927.